# Troy (condado de Orleans)
Troy es un lugar designado por el censo ubicado en el condado de Orleans en el estado estadounidense de Vermont. En el año 2000 tenía una población de 243 habitantes.

## Geografía
Troy se encuentra ubicado en las coordenadas 44°54′32″N 72°24′10″O / 44.90889, -72.40278.